# Melanapamea mixta
Melanapamea mixta là một loài bướm đêm trong họ Noctuidae.